# Scinax humilis
Scinax humilis és una espècie d'anur endèmica del Brasil de la família de les granotes arborícoles. És endèmica del Brasil. Els seus hàbitats naturals inclouen boscos tropicals o subtropicals secs i de baixa altitud, estatges montans secs, pantans, marismes intermitents d'aigua dolça i zones prèviament boscoses ara molt degradades. Està amenaçada d'extinció per la destrucció del seu hàbitat natural.